# Gaál Sándor (fizikus)
Gaál Sándor (Gogánváralja, 1885. október 4. – Sepsiszentgyörgy, 1972. július 28.) magyar fizikus, a ciklotron elvének megalkotója.

## Munkássága
Egyetemi tanulmányait 1908-ban a budapesti Magyar Királyi József Műegyetem gépészmérnöki szakán végezte, majd később mérnökként dolgozott. Az I. világháború után Déván műszaki vállalaton alapított másodmagával. A két világháború közötti időszakban Angliában, Franciaországban és Németországban tett tanulmányutakat. 1927-ben a Die Naturwissenschaften című folyóiratban közzétett tanulmánya abból a feltételezésből indult ki, hogy a Lorentz-transzformáció független a relativitáselvtől s három, az oksági elvet képviselő formális axiómából egyszerűen levezethető. Témáját továbbfejlesztette, de A Lorentz-csoport alaprendszerei című főműve mindmáig kiadatlan. Elméleti érdeklődése több más – nyomtatásban nem közölt – dolgozatában is megnyilvánult. 1929-ben elküldte a Die Kaskadenröche. Ein Beitrag zum Problem der Atomkernzerstrümmerung (A kaszkádcső. Hozzájárulás az atommagroncsolás problémájához) című tudományos értekezletét a Zeitschrift für Physik fizikai szaklaphoz. A folyóirat iktatta a dolgozatot 1929. május 6-i időponttal, majd egy hónappal később visszaküldték Gaálnak, hogy a témát már 1928-ban Rolf Widerøe (Wideröe) már megoldotta. A szerkesztőség azonban tévedett. Rolf Widerøe nem a ciklotron, hanem a lineáris gyorsító elvét ismerte fel, ezért Gaál Sándor felismerése eredetinek tekinthető.
Később azonban tőle függetlenül Ernest Lawrence megoldotta ugyanezt. Gaál Sándor tanulmánya az 1950-es években Teofil T. Vescannak, a Bolyai Tudományegyetem professzorának kezébe került, aki egy publikációjában közölte, hogy Gaál a ciklotron elvét Lawrence előtt ismerte fel. Gaál szerepe azonban máig olyannyira ismeretlen maradt a világban, hogy a szakirodalom és a lexikonok zöme Lawrence-t tartja a ciklotron felfedezőjének.
Az Alutának szánt A lineáris áthelyeződés invariáns fizikai jellemzői című dolgozata szintén kéziratban rekedt.
A második világháború után Alsócsernátonba költözött. 1949-től Sepsiszentgyörgyön a Június 11. Helyiipari Vállalat mérnökeként dolgozott, és mellette tanított. Egy szakiskola lomtárszerű helyiségében élt nagy szegénységben. 1960-ban univerzális forgódugattyús készülékére Bauer Gusztávval közösen szabadalmi oltalmat kapott. Kéziratos hagyatéka részben a sepsiszentgyörgyi Megyei Múzeumban és a csernátoni falumúzeumban, részben Szőcs Huba nagybányai főiskolai tanár gondozásában található.

## További irodalom
- T. T. Vescan: Fizica teoretică. 1957. I. 270.
- Sombori Sándor: A két Gál Sándor, az ezredes és a mérnök. Új Élet 1970/1. Online hozzáférés
- Gaál Sándor: Egy elméleti fizikai értekezés kalandos története. Megyei Tükör 1971. nov. 28.
- B. B. (Bodó Barna): Ki fedezte fel a ciklotron elvét? E. O. Lawrence vagy Gaál Sándor? TETT 1981/1.
- Bodó Barna: Ki volt Gaál Sándor? A Hét 1982/45.
- Bodó Barna: Gaál Sándor. In: Magyar tudóslexikon A-tól Zs-ig. Főszerk. Nagy Ferenc. Budapest: Better; MTESZ; OMIKK. 1997. 315. o. ISBN 963-85433-5-3
- Nobel-díjas magyarok, Nap Kiadó, Dunaszerdahely, 2003
- Szőcs Huba László: Gaál Sándor, a polihisztor, Műszaki Szemle 46 (Historia Scientiarum 6), 2009. Online hozzáférés
- Oláh-Gál Róbert: A marosvásárhelyi Új Élet és a hadronütköztető, Népújság, 2012. június 9. Online hozzáférés
- Miholcsa Gyula: Gaál Sándor, a mérnök (dokumentumfilm, 2012. október 15.) Online: